# Adenike Oladosu
Adenike Titilope Oladosu, née en 1994 à Abuja, au Nigeria, est une militante climatique nigériane, éco-féministe et initiatrice du mouvement Fridays For Future au Nigeria,. 

## Biographie
Adenike Oladosu se spécialise dans l'égalité, la sécurité et la consolidation de la paix à travers l'Afrique, en particulier dans la région du lac Tchad,.
Elle a été reconnue comme l'une des trois jeunes militantes noires en Afrique essayant de lutter contre le changement climatique aux côtés de Vanessa Nakate et Elizabeth Wathuti par Greenpeace UK pour le Mois de l'histoire des Noirs au Royaume-Uni et en décembre 2019, Oladosu a assisté à la  COP25 en Espagne en tant que déléguée de la jeunesse nigériane où elle a prononcé un « discours émouvant » sur le changement climatique en Afrique et comment il affecte des vies.